# Jeanne Baret
Jeanne Baret (även känd som Baré, Barré och Barret), född 1740 och död 1807, var en fransk tjänsteflicka (hushållerska) och botaniker. Hon var medlem av Louis Antoine de Bougainvilles expedition 1766-1769, som genomförde den första världsomseglingen under franskt flagg. Hon registrerades som expeditionsmedlem under namnet Jean Baret och fungerade som assistent till naturhistorikern Philibert Commerson. Enligt Bougainvilles egen rapportering var Baret mycket befaren i botanik. De tusentals växter som Jeanne Baret och Dr. Commerson samlat in, pressat och märkt upp kom att anses som en av sin tids viktigaste botaniska samlingar.
Efter att Commerson och Baret skilts från Bougainvilles expedition fullbordade Baret 1775 (troligt år) sin egen resa runt jorden. Denna var den första kända världsomseglingen gjord av en kvinna.

## Bakgrund

### Uppväxt
Jeanne Baret föddes 27 juli 1740 i byn La Comelle i den dåtida franska provinsen Bourgogne. Hennes dopbevis är bevarat, och där står hon som legitim ättling till Jean Baret och Jeanne Pochard. Hennes far noteras som daglönare och anses ha varit analfabet, eftersom han inte bifogade sin namnteckning i kyrkboken.
Om Barets uppväxt vet man föga säkert. Hon sa senare till Bougainville att hon hade blivit föräldralös och förlorat sitt arv efter en stämning, innan hon började klä ut sig till man. Den låga medellivslängden på 1700-talet gör föräldrarnas tidiga bortgång möjlig. Historikerna anser dock att andra delar av Barets redogörelse till Bougainville bör ha varit rena påhitt för att dölja Commersons roll i planerna bakom hennes förklädning. Bourgogne var vid den här tiden en av Frankrikes mer outvecklade provinser – vad bondeklassen beträffar – och det är sannolikt att familjen Baret var mer eller mindre utfattig.
En av de oförklarliga detaljerna kring Barets liv är hur hon fick något som liknade utbildning – i senare rättsdokument ger hennes namnteckningar prov på att hon var läs- och skrivkunnig. En av hennes sentida levnadstecknare, Glynis Ridley, gissar att hennes mor kan ha varit av hugenottbörd; hugenotterna hade en större läs- och skrivkunnighet än andra delar av den tidens franska bönder. En annan författare, John Dunmore, föreslår att hon kan ha fått studera hos prästen i församlingen eller fått hjälp av den lokala lågadeln som del av välgörenhet.

### Relationen till Commerson
Någon gång mellan 1760 och 1764 anställde naturhistorikern Philibert Commerson Baret som hushållerska. Commerson hade efter sitt giftermål 1760 slagit sig ner i trakten, närmare bestämt i Toulon-sur-Arroux cirka 20 km söder om La Comelle. Hans hustru, som var syster till församlingsprästen, avled kort efter att hon fött fram en son april 1762, och man antar Baret tog över skötseln av Commersons hushåll vid ungefär vid samma tid.
Baret var en vetgirig själ och lärde sig av Commerson snabbt hur man organiserade herbarier och andra naturhistoriska samlingar. Hon kom snabbt att bli en kunnig botanist, senare omvittnat av Bougainville.
Många tecken tydde på att Baret och Commerson även hade en personlig relation, och 1764 blev hon gravid. Då gällande fransk lag krävde att kvinnor som blev gravida utanför äktenskapet införskaffade ett "graviditetscertifikat", där de kunde namnge den blivande fadern till det ofödda barnet. Barets motsvarande certifikat, utfärdat augusti 1764, finns fortfarande kvar; det skrevs in i en stad 30 km därifrån och blev bevittnat av två betydande män som även de hade rest en ansenlig sträcka för att komma dit. I certifikatet vägrar hon att avslöja barnafadern, men historikerna är ense om Commerson var "den skyldige" och att han även hade stått för arrangemanget med advokat och vittnen.

### Till Paris och inför den stora resan
Kort därefter flyttade Baret och Commerson tillsammans till Paris, där hon fortsatte sin roll som hans hushållerska. Under den här perioden av hennes liv ändrade hon sitt namn till Jeanne de Bonneyfoy. Hennes barn, fött december 1764, gavs namnet Jean-Pierre Baret. Baret lämnade dock bort barnet till Paris centrala barnhem. Han utplacerades omgående som fosterbarn men avled sommaren 1765. Commerson hade själv lämnat sitt eget äktenskapliga barn i vård hos sin svåger i Toulon-sur-Arroux och återsåg honom sedan aldrig.
1765 fick Commerson erbjudande att få följa med på Bougainvilles forskningexpedition. Han tvekade inför det hela, på grund av sina återkommande hälsoproblem, och krävde att Baret skulle få följa med som hans vårdare. Hennes roll var också att sköta hans hushåll och hantera hans samlingar och pappersarbete. Hans utnämnande till expeditionsmedlem gjorde det möjligt för honom att åtföljas av en tjänare – avlönad av staten – men fransk lag tillät inte att kvinnor reste med flottans skepp. Vid något tillfälle inför avresan kom man på idén att låta förklä Baret till man, så att hon skulle kunna följa med. För att minska risken för upptäckt skulle hon ansluta till expeditionen precis före avfärd och föreställas vara obekant för Commerson.

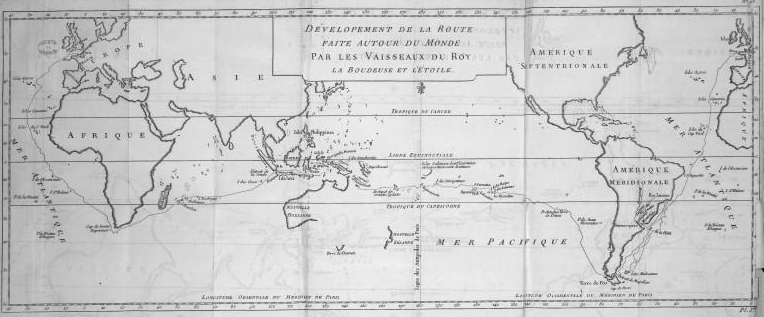
Bougainvilles världsomsegling (karta från 1772).

Innan Commerson lämnade Paris skrev han sitt testamente, där han efterlämnade en klumpsumma på 600 livres plus försenade löneutbetalningar och hans möblemang i deras lägenhet i Paris till "Jeanne Baret, känd som de Bonnefoi, min hushållerska".

## Världsomseglingen

### Översikt och Atlanten
Baret och Commerson anslöt till Bougainvilles expedition i den västliga hamnstaden Rochefort, i slutet av december 1766. De två skulle segla med förrådsfartyget Étoile, det andra av expeditionens två fartyg. Därefter skulle man segla ikapp stabsfartyget Boudeuse, vilket tidigare utgått från Brest längre norrut. Som en följd av allt materiel som Commerson tog med på resan överlämnade skeppets kapten, François Chesnard de la Giraudais, sin egen kajuta till Commerson och hans "assistent". Detta gav Baret betydligt mer avskildhet än hon annars skulle ha fått på ombord på det fullbemannade fartyget. Kaptenens kajuta gav också Baret tillträde till dennes egen toalett, vilket gjorde att hon inte behövde nyttja den övriga besättningens avträde i fören på skeppet.
Förutom Bougainvilles egen skildring av resan nämns Barets del i expeditionen i tre andra kvarlämnade reseskildringar. Dessa är dels en skeppsjournal som skrevs gemensamt av Commerson och Pierre Duclos-Guyot, dels en journal hållen av prinsen av Nassau-Siegen (en betalande passagerare på La Boudeuse) samt François Vivès memoarer. Vivès, skeppsläkaren ombord på l'Étoile, hade mest att säga om Baret. Däremot är hans skildring problematisk eftersom han och Commerson inte drog jämnt, och hans redogörelse – till största delen skriven efter expeditionen –  är full av antydningar och vassa kommentarer riktade mot både Commerson och Baret.

Bougainvilles världsomsegling enligt nutida kartografi. Kartans namn är dock dåtida, inklusive Malvinerna (Falklandsöarna), Île de France (Mauritius), Batavia (Jakarta) och Nya Holland (Australien). Commerson och Baret var del av expeditionen fram till Île de France.

Commerson led svårt av både sjösjuka och ett bensår under den första delen av resan, och Baret ägnade sannolikt större delen av sin tid åt att vårda honom. Vid sidan om ceremonierna samband med korsandet av ekvatorn – vilka Commerson detaljerat redogjorde för i sina memoarer – var det inte mycket att göra för botanikerna ombord förrän L'Étoile anlände till Montevideo. Där gav de sig ut på olika expeditioner till de omgivande slätterna och bergen. Commersons ben besvärade honom fortfarande, och Baret verkar ha utfört det mesta av arbetet – inklusive att bära på förnödenheter och insamlade växter.
Efter Montevideo avseglade expeditionen för att försöka stämma träff med expeditionsledaren Bougainville och hans Boudeuse. Efter missade möten vid Falklandsöarna (då benämnda Malvinerna) och Rio de la Plata nådde de till slut varandra vid Rio de Janeiro. Denna hamnstad innebar helt andra risker, och skeppsprästen mördades strax efter ankomsten. Commerson var officiellt ombord på skeppet medan hans bensår läkte, men trots detta samlande han och Baret in exemplar av en blommande lian som han gav namnet bougainvillea.
Efter ett andra besök vid Montevideo kom botanikerna nästa chans till undersökningar i Patagonien, där expeditionen fick lov att invänta gynnsamma vindar för genomfarten av Magellans sund. Här gjorde Baret Commerson sällskap på ett antal besvärliga exkursioner över kuperad terräng, alltmedan hon gjorde sig känd för sitt mod och sin styrka. Commerson, som fortfarande var hämmad av sitt ben, omnämnde på de här expeditionerna Baret som sin veritabla "packåsna". Vid sidan om det rena insamlingsarbetet av växter, stenar och snäckor, hjälpte Baret också till med att organisera och katalogisera de olika proverna under de följande veckorna, alltmedan de båda skeppen stävade söder- och sedan västerut, ut på Stilla havet.

### Stilla havet
De kvarvarande minnesanteckningarna från expeditionen skiljer sig åt i frågan om när Barets sanna kön först uppdagades. Enligt Bougainville hade rykten gått en tid om att Baret var kvinna, men hennes identitet bekräftades först när expeditionen april 1768 anlände till Tahiti. Så snart hon och Commerson gått i land för att botanisera, omringades Baret omgående av tahitier som ropade ut högt att hon var kvinna. Det skulle ha varit nödvändigt att sända tillbaka henne till skeppet för att skydda henne från de upphetsade tahitierna. Bougainville noterade den här episoden i sin journal några veckor efter det inträffade, när han fått möjlighet att avlägga visit till Étoile för att själv förhöra sig med Baret om det hela.
I sin egen skildring skrev Vivès mycket om ett flitigt spekulerande omkring Barets kön redan tidigt under seglatsen, och när han avkrävdes sin åsikt av kapten La Giraudais hävdade han att Baret sa sig vara eunuck. Bougainvilles redogörelse för avslöjandet av Baret på Tahiti bekräftas inte i de andra journalerna från expeditionen, även om Vivès beskrivit en liknande incident när Baret utan omsvep pekades ut som kvinna av tahitiern Ahu-toru (som kommit ombord). Vivès har också beskrivit en annan incident på Niu Ailan (New Ireland, ö nära Nya Guinea) i mitten av juli samma år, där Baret överraskades, kläddes av och "undersöktes" av en grupp av andra tjänare på expeditionen. Forskaren Duclos-Guyot och prinsen av Nassau-Siegen noterade också att Baret avslöjats som kvinna på Niu Ailan, men utan att ange några närmare detaljer.
Ahu-toru reste sedan med expeditionen ända till Europa och fick där bland annat frågor om Baret. Modern forskning antar nu att Ahu-toru i själva verket trodde att Baret var en transvestit (polynesiska: māhū). Andra tahitier ska dock ha rapporterat närvaron av en kvinna i Bougainvilles expedition till senare besökare, inklusive James Cook (1769) och Domingo de Bonechea (1772). Detta antyder att Barets kön blev känt av öbefolkningen – om än inte på expeditionen – när hon besökte ön.

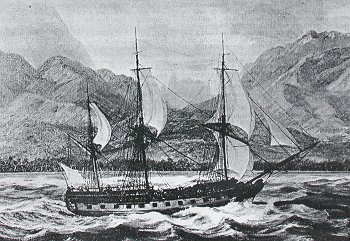
Fregatten Boudeuse, Bougainville-expeditionens stabsskepp. På Boudeuse färdades sammanlagt 213 man, medan förrådsfartyget Étoile seglade med totalt 119 man – och en kvinna.

### Indiska oceanen och hem igen
Efter att korsat Stilla havet hade expeditionen närmast slut på proviant. Efter ett kort stopp för proviantering i Nederländska Ostindien väntade Indiska oceanen, där man gjorde ett längre stopp på Île de France (idag: Mauritius). Ön var en viktig fransk knutpunkt i den internationella handeln. Commerson var förtjust över att hans gamle vän och botanikkollega Pierre Poivre tjänstgjorde som öns guvernör, och både Commerson och Baret stannade kvar som Poivres gäster medan expeditionen stävade vidare. Sannolikt gillade också Bougainville det här arrangemanget, eftersom han då slapp ta ansvar för att ha släppt ombord en kvinna på expeditionen.
På Île de France fortsatte Baret sin roll som Commersons assistent och hushållerska. Det är troligt att hon deltog i hans utforskande av floran på Madagaskar och Île Bourbon (idag: Réunion) åren 1770–72. Commersons hälsoproblem kvarstod, och han avled på île de France februari 1773. Hans finanser var i ett uselt tillstånd, och hans värd Poivre hade återkallats till Paris. Baret saknade nu resurser för att kunna återvända till Frankrike och göra anspråk på de pengar som Commerson testamenterat till henne.
Efter Commersons död verkar Baret en tid ha försörjt sig genom att driva en taverna i Port Louis. 17 maj 1774 gifte hon sig så med Jean Dubernat, en underofficer i den franska armén (med rötter i Périgord) som sannolikt befann sig på ön på hemväg till Frankrike.
Det finns inga noteringar om när Baret och hennes make ankom till Frankrike, men troligen var någon år 1775. Därigenom fullbordade Jeanne Baret sin egen världsomsegling, ett knappt årtionde efter att den inletts.

## Efter hemkomsten
Vid hemkomsten till Frankrike medförde Baret Commersons botaniska samlingar. De 30 lådorna med 5 000 arter – varav 3 000 beskrevs som nya arter – överlämnades till beställaren, den kungliga botaniska trädgården (idag Muséum national d'histoire naturelle).
April 1776 mottog Baret de pengar som hon hade rätt till enligt Commersons testamente, efter att ha vänt sig till justitiekanslern. Med de här pengarna slog hon och Dubernat sig ner i hans hemby Saint-Aulaye, där han sedan kan ha försörjt sig som smed.
1785 tillerkände Marinministeriet Baret en livränta på 200 livres om året. Dokumentet med beskedet om livräntan förtydligar hur man såg på henne och vad hon åstadkommit:
| ”                  | Jeanne Barré kringseglade, under förklädnad, jordklotet på ett av Monsieur de Bougainvilles fartyg. Hon var en hängiven assistent till doktorn och botanikern Monsieur de Commerson, och hon delade med stort mod denne vetenskapsmans vedermödor och risker. Hennes uppförande var exemplariskt, vilket Monsieur de Bougainville klart och tydligt intygar… Majestätet tillerkänner vänligen denna extraordinära kvinna en livränta på tvåhundra livres årligen, att dras från fonden för invalidiserade soldater och att utbetalas från 1 januari 1785. | „ |
| – Marinministeriet | |   |

Jeanne Baret avled 5 augusti 1807 i Saint-Aulaye, i 67 års ålder. Hon ligger begravd på kyrkogården vid kyrkan på orten, som idag är belägen i kommunen Saint-Antoine-de-Breuilh i departementet Dordogne.

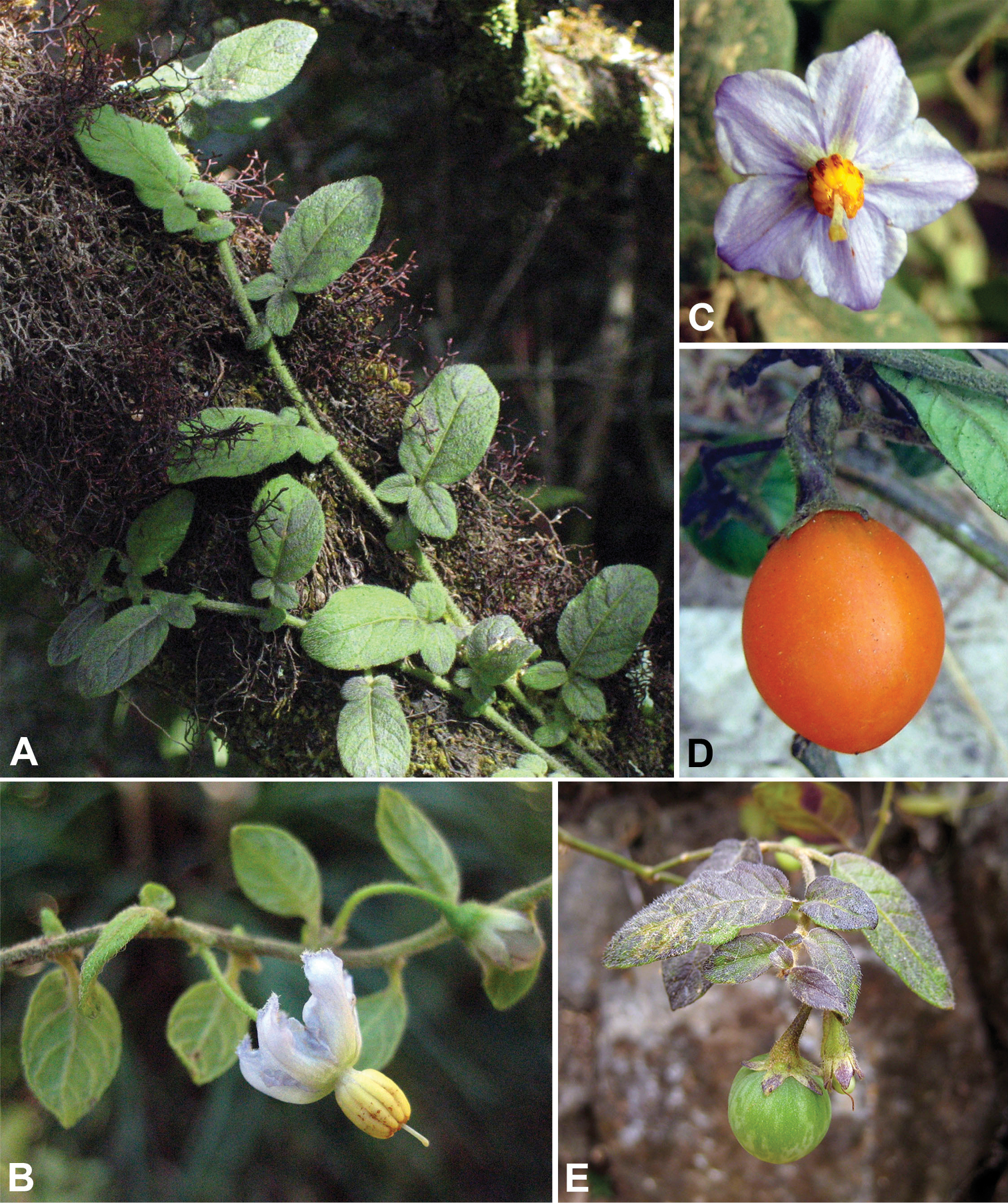
Potatisväxten Solanum baretiae, den enda växt som namngivits efter Jeanne Baret.

## Eftermäle och kontrovers
Commerson namngav många av de växter som han samlade in efter vänner och bekanta. En av dem, en storväxt buske med mörkgröna blad och vita blommar som han fann på Madagaskar, fick namnet Baretia bonafidia. Commersons namn på släktet överlevde dock inte, eftersom det redan hade fått sitt namn när hans rapporter väl nådde Paris; idag är släktet känt som Turraea. Medan ett sjuttiotal arter fått namn efter Commerson är endast en – Solanum baretiae – namngiven efter Baret.
I många år var Bougainvilles resejournal – en av sin tids bästsäljande böcker, på franska likväl som engelsk översättning – den enda allmänt tillgängliga källan till information om Baret. Senare års efterforskningar har dock uppdagat mer fakta och dokument omkring hennes liv, även om forskningen länge endast var dåligt spridd utanför franska vetenskapliga kretsar. Den första engelskspråkiga biografin om Baret, skriven av John Dunmore, kom först 2002 och trycktes då endast på Nya Zeeland. Andra artiklar skrevs endast för vetenskapliga tidskrifter.
Glynis Ridleys biografi från 2010 – The Discovery of Jeanne Baret – förde ut kunskapen om Jeanne Baret till en vidare läsekrets och hjälpte till att rätta till några av de tidigare missförståenden om henne. Ridleys biografi har dock själv fått en hel del kritik för att den bygger mycket av sin redogörelse på spekulationer som inte bekräftas av några källor.
Förutom biograferna som nämns ovan har Jeanne Barets liv bildat utgångspunkt för ett antal romaner och andra skildringar:
- 1982 – La Bougainvillée av Fanny Deschamps (franska)
- 2009 – La Prisonnière des mers du sud av Jean-Jacques Antier (franska)
- 2010 – Jeanne Barret: Première femme ayant accompli, au XVIIe siècle, le tour du monde déguisée en homme av Monique Pariseau (franska)
- 2011 – Le Travesti de l'Étoile av Hubert Verneret (franska)
- 2014 – La Clandestine du voyage de Bougainville av Michèle Kahn (franska)

## Källhänvisningar
Den här artikeln är helt eller delvis baserad på material från engelskspråkiga Wikipedia, 1 november 2014.
Den här artikeln är helt eller delvis baserad på material från franskspråkiga Wikipedia, 17 februari 2015.